# Al Qadarif
Al Qadarif (Gedarif) (în arabă القضارف) este un oraș  în  Sudan. Este reședinta  statului Gedarif.